# Ilići
Ilići är en ort i Bosnien och Hercegovina.   Den ligger i entiteten Federationen Bosnien och Hercegovina, i den södra delen av landet, 70 km sydväst om huvudstaden Sarajevo. Ilići ligger 98 meter över havet och antalet invånare är 3 688.
Terrängen runt Ilići är huvudsakligen kuperad, men österut är den bergig. Ilići ligger nere i en dal.Runt Ilići är det ganska tätbefolkat, med 93 invånare per kvadratkilometer.. Närmaste större samhälle är Mostar, 3,2 km öster om Ilići. 
Trakten runt Ilići består i huvudsak av gräsmarker.